# Hokio Beach
Hokio Beach – wieś w Nowej Zelandii, na Wyspie Północnej, w regionie Manawatu-Wanganui.